# Sully Erna
Salvatore Paul „Sully" Erna (* 7. února 1968 Lawrence, Massachusetts, Spojené státy americké) je americký zpěvák-skladatel heavy metalové kapely Godsmack. Erna umí hrát na bicí, elektrickou kytaru, harmoniku a klávesy, přičemž všechno toto umění předvádí jak na studiových albech, tak při živých vystoupeních. Má dceru s jménem Skylar Brooke Erna a starší sestru Mariu. Napsal autobiografickou knihu The Paths We Choose, na které popisuje svůj život od narození, až ke vzniku Godsmack. 4. května 2009 Erna oznámil zhotovení svého sólového studiového alba s názvem Avalon a jako datum vydání bylo označeno 14. září 2010.
Sully Erna byl v anketě časopisu Hit Parade, Heavy Metal's All-Time Top 100 Vocalists (Top 100 metalových zpěváků), zvolen na 47. místo.

## Diskografie
Godsmack
- 1998: Godsmack
- 2000: Awake
- 2003: Faceless
- 2004: The Other Side
- 2006: IV
- 2007: Good Times, Bad Times... Ten Years of Godsmack
- 2010: The Oracle